# Junsele landskommun
Junsele landskommun var en tidigare kommun i Västernorrlands län. Centralort var Junsele och kommunkod 1952-1970 var 2225.

## Administrativ historik
Junsele landskommun inrättades den 1 januari 1863 i Junsele socken  i Ångermanland  när 1862 års kommunalförordningar trädde i kraft.
Kommunen påverkades inte av kommunreformen 1952 och förblev oförändrad fram till år 1971 då den kom att bli en del av den nya Sollefteå kommun.

### Kyrklig tillhörighet
I kyrkligt hänseende hörde kommunen till Junsele församling.

## Kommunvapnet
Blasonering: I blått fält en ginbalk av guld, belagd med en störtad svart barkspade.
Detta vapen fastställdes av Kungl. Maj:t den 16 januari 1959. Se artikeln om Sollefteå kommunvapen för mer information.

## Geografi
Junsele landskommun omfattade den 1 januari 1952 en areal av 1 274,60 km², varav 1 188,20 km² land.

### Tätorter i kommunen 1960
I Junsele kommun fanns tätorten Junsele, som hade 1 375 invånare den 1 november 1960. Tätortsgraden i kommunen var då 38,0 procent.

## Politik

### Mandatfördelning i valen 1938-1966
| 4 | 13 | 5 | 3 |

| 24 |

| 4 | 13 | 5 | 3 |

| 24 |

| 6 | 12 | 5 | 2 |

| 23 |

| 3 | 14 | 5 | 2 |  |

| 21 | 4 |

| 4 | 21 | 4 | 3 | 3 |

| 32 |

| 3 | 23 | 4 | 2 | 3 |

| 32 |

| 3 | 11 | 13 | 4 | 2 | 2 |

| 32 |

| 6 | 15 | 9 | 2 | 3 |

| 32 |

### Fotnoter
1. ↑  Andersson, Per (1993). Sveriges kommunindelning 1863–1993. Mjölby: Draking. Libris 7766806. ISBN 91-87784-05-X
2. ↑  Svenska Heraldiska Föreningens vapendatabas
3. ↑   (PDF) Folkräkningen den 31 december 1950, I, Areal och folkmängd inom särskilda förvaltningsområden m.m., Tätorter. Stockholm: Statistiska centralbyrån. 1952-05-19. sid. 109. Arkiverad från originalet den 1 oktober 2014. https://www.webcitation.org/6T09ZkyrB?url=http://www.scb.se/Grupp/Hitta_statistik/Historisk_statistik/_Dokument/SOS/Folkrakningen_1950_1.pdf. Läst 9 oktober 2014 Arkiverad 29 oktober 2013 hämtat från the Wayback Machine.
4. ↑  SCB Folkräkningen 1960 del 2 Arkiverad 24 september 2015 hämtat från the Wayback Machine. sida 42 i pdf:en

- Se kartdata överlagrat på OSM (Kartdata)